# Vandalia (Ohio)
Vandalia ist eine City im Montgomery County in Ohio, USA. Das U.S. Census Bureau ermittelte bei der Volkszählung 2020 eine Einwohnerzahl von 15.209.
Der Ort liegt 14 km südlich des James M. Cox Dayton International Airport.

## Demographie
Bei der Volkszählung im Jahr 2000 hatte Vandalia 14.603 Einwohner, die sich auf 6235 Haushalte und 4090 Familien verteilten. Die Bevölkerungsdichte betrug somit 477,4 Einwohner/km². 96,08 % der Bevölkerung waren weiß. In 30,1 % der Haushalte lebten Kinder unter 18 Jahren. Das Durchschnittseinkommen betrug 44.463 US-Dollar pro Haushalt, wobei 5,2 % der Bevölkerung unterhalb der Armutsgrenze lebten.

## Partnerstädte
- Lichtenfels, Deutschland
- Prestwick, Vereinigtes Königreich

## Söhne und Töchter der Stadt
- Taylor Decker (* 1993), Footballspieler
- John Goldsberry (* 1982), Basketballspieler